# ミハイル・ソコロフスキー
ミハイル・マトヴェエヴィチ・ソコロフスキー（Михаил Матвеевич Соколовский, 1756年 - ?）は、18世紀後半のロシアのヴァイオリニスト、指揮者、作曲家。

## 来歴
1770年代から1780年代にかけて、モスクワにあったイギリス人興行師マイケル・マドックス（1747年 - 1822年。メドークスとも）の劇場で演奏、作曲活動に携わった。
ソコロフスキーは、ロシア的オペラ・ブッファの嚆矢とされるオペラ『粉屋は魔法使いで詐欺師で仲人』（1779年初演）の作曲者としてロシアのクラシック音楽史にその名をとどめている。
『粉屋は魔法使いで詐欺師で仲人』は、アレクサンドル・アブレシモフの台本にソコロフスキーが音楽を付けた喜劇オペラで、1779年1月20日にモスクワで初演され、1785年11月22日、サンクトペテルブルクのエルミタージュ劇場のこけら落としをこの作品が飾ったのを始めとして、その後も繰り返し上演された。
オペラとされるが、実質的には歌付きのボードヴィルであり、語りの台詞と19曲の歌からなる。
題材としては、シャルル＝シモン・ファヴァール（1710 - 1792）やジャン＝ジャック・ルソー（1712 - 1778）、ミシェル＝ジャン・スデーヌ（1719 - 1797）らのフランス喜劇やオペラ・コミックをモデルとしてフランスの下層階級の描写をロシアに移したもので、音楽ではロシア民謡が大きな役割を果たしている。
なお、この作品は後にエフスティグネイ・フォミーン（1761年-1800年）がスコアを改訂しており、19世紀半ばの復元上演を経て、1884年の出版の際に作曲者をフォミーンとしていたために、その後はフォミーンの作品とされていた。ソ連時代に入り、原典研究によって1948年にソコロフスキーの作品であることが証明された。